# 方照

類似火星的外側行星位於太陽的東西方的方照（正交）圖。

方照是天體在球面天文學中的一種構型，即當其離日度垂直於太陽的方向。它特別適用於外側行星或月球在其上弦和下弦位置的月球相位。
如圖所示，行星（或其他物體）可以位於西方照（從地球上看，它位於太陽的西面）或東方照（從地球上看，它位於太陽的東面）。注意內側行星永遠不可能出現方照的構型。
在方照時，行星投射在其行星環上的陰影看起來與行星的偏移量最大（例如土星環）；行星（如火星）可見的黑暗面最大。

由於太陽的距離不是無限遠，所以當太陽和月亮在天空中是方照的構型時，月球的位置略超過上弦的相位，下弦則反之。